# 巴黎分区 (法国大革命时期)
巴黎革命区是指法国大革命时期，即1790年至1795年巴黎的分区。在旧制度时期，巴黎被分为21个”区域“（quartiers）。随着1789年法国三级会议的召开，巴黎被临时分成了60个区。1790年5月21日，经路易十六在6月27日批准，国民制宪议会建立了48个”区“（sections）替代此前的临时分区，每个区设立有各自的公民委员会、革命委员会和武装部队。各个巴黎革命区在巴黎自治政府和以无套裤汉为主的巴黎群众之间起到了衔接作用，对大革命的进程产生了重要影响。布伦瑞克宣言发布后，48个区中有47个区要求路易十六退位。1792年8月9日，每个区选出了委员加上雅克-勒内·埃贝尔、皮埃尔·加斯帕尔·肖梅特等四人共52名委员，引发八月十日事件并导致君主制的废除和巴黎革命公社的成立。1795年，该分区被督政府废除。